# Strömnäs
För andra betydelser, se Strömnäs (olika betydelser).
Strömnäs är ett bostadsområde i tätorten Frånö i Gudmundrå socken i Kramfors kommun.
1960 avgränsade SCB en tätort i Strömnäs med 390 invånare. Redan 1950 avgränsades en tätort med beteckningen Strömnäs med Knäfta i området. Strömnäs växte 1970 samman med Frånö och utgör idag Frånös södra del.

## Befolkningsutveckling
| Befolkningsutvecklingen i Strömnäs 1950–1970 | Befolkningsutvecklingen i Strömnäs 1950–1970 | Befolkningsutvecklingen i Strömnäs 1950–1970 | Befolkningsutvecklingen i Strömnäs 1950–1970 | Befolkningsutvecklingen i Strömnäs 1950–1970 |
| -------------------------------------------- | -------------------------------------------- | -------------------------------------------- | -------------------------------------------- | -------------------------------------------- |
|                                              |                                              |                                              |                                              |                                              |
| År                                           |                                              |                                              | Folkmängd                                    |                                              |
| 1950                                         | 1950                                         |                                              | 569                                          |                                              |
| 1960                                         | 1960                                         |                                              | 390                                          |                                              |
| 1965                                         | 1965                                         |                                              | 223                                          |                                              |
| Anm.: Sammanvuxen med Frånö 1970.            |                                              |                                              |                                              |                                              |